# Diastylis lucifera
Diastylis lucifera is een zeekomma uit de familie Diastylidae.

## Kenmerken
D. lucifera is een zeekomma met typische kommavorm, die tot 8 mm lang wordt. Het vrouwtje draagt een aantal verticale lijnen van kleine tandjes op de frontale lob van de carapax, het mannetje heeft slechts twee tot drie kleine tandjes. De ogen zijn klein maar voorzien van lensjes. De postero-laterale hoeken van het vijfde pereoniet zijn weinig geprononceerd. Het mannetje draagt—zoals de meeste soorten van de familie Diastylidae—twee paar kleine pleopoden (zwempootjes). De basis van de eerste pereopode is korter dan de overige segmenten samen en carpus, propodus en dactylus zijn ongeveer van gelijke lengte. Het telson is bij vrouwtjes korter dan de steeltjes van de uropoden en loopt uit in een vernauwd postanaal deel waarop twee tot drie paar laterale en één paar terminale stekels staan.

## Ecologie
Ze komt voor in grofzandige substraten, vanaf 15 m tot op een diepte van 800 m. De meerderheid van de zeekommasoorten in de gematigde ondiepe wateren leven waarschijnlijk slechts een jaar of minder en planten zich tweemaal per jaar voort. Ze voeden zich met micro-organismen en organisch materiaal uit bodemafzettingen.

D. lucifera is een boreale soort die voorkomt van de Barentszzee tot de Noordzee en westelijk van Zuid-Newfoundland tot Maine.